# بومير
بلدية بومير (بالإسبانية: Pomer) هي بلدية تقع في مقاطعة سرقسطة التابعة لمنطقة أراغون شمال شرق إسبانيا.

## الديموغرافيا
بلغ عدد سكان بلدية بومير 36 نسمة عام 2011 (وفقاً للمعهد الوطني الإسباني للإحصاء).
| 22 | 27 | 32 | 41 | 31 | 38 | 36 |